# RISC OS
RISC OS – system operacyjny komputerów serii Archimedes i RiscPC firmy Acorn, opartych na architekturze ARM.

## Cechy systemu
- Zawarty w pamięci ROM (jak wiele systemów operacyjnych z epoki)
- Wielozadaniowość współpracująca (ang. cooperative multitasking)
- Aplikacje zawarte w jednym katalogu, traktowanym przez system jako pojedynczy plik (tę cechę zaimplementowano później w systemie NeXTStep i następnie OS X)
- Rozbudowany graficzny interfejs użytkownika, używający trzech przycisków myszy, techniki Przeciągnij i upuść oraz paska Icon Bar o podobnej funkcjonalności jak Dock OS X lub pasek zadań Windows
- Antyaliasing fontów – jako historycznie jeden z pierwszych systemów na komputery osobiste.

## Historia
Poprzednikiem RISC OS, sprzedawanym od 1987 r. z pierwszymi komputerami Archimedes był system Arthur. Był to prosty, jednozadaniowy system, będący kontynuacją systemu MOS z wcześniejszych, ośmiobitowych komputerów Acorn.
Jego wielozadaniowe rozwinięcie miało się nazywać Arthur 2, lecz nazwę zmieniono, aby uniknąć skojarzeń z filmem komediowym „Arthur 2: On the Rocks”.
Od 26 października 2012 roku, RISC OS dostępny jest dla minikomputerów Raspberry Pi.